# Emmaar
Emmaar — шестой студийный альбом туарегской группы пустынного блюза Tinariwen, выпущенный 10 февраля 2014 года на лейбле Anti Records. Emmaar — туарегское слово, означающее «тепло на ветру». Это их первый полный альбом, записанный не в Северной Африке. Альбом получил положительные отзывы критиков.

## История
После того как предыдущий альбом Tinariwen Tassili получил премию «Грэмми» за лучший альбом этнической музыки в 2012 году, группа была вынуждена покинуть свой родной регион на севере Мали из-за восстания туарегов, в результате которого исламистские боевики похитили гитариста Абдаллу Аг Ламиду. Другие участники группы бежали на юго-запад США, где писали и записывали Emmaar в Национальном парке Джошуа-Три и его окрестностях, где царит пустынная обстановка, похожая на их родину. Тексты альбома посвящены в основном изгнанию группы и политическим распрям в их родной стране, в них также приняли участие Джош Клингхоффер, Фэтс Каплин, Мэтт Суини и Сол Уильямс.

## Отзывы
| Оценки критиков | Оценки критиков |
| Источник        | Оценка          |
| --------------- | --------------- |
| Allmusic        | [ 8 ]           |
| PopMatters      | [ 9 ]           |
| Pitchfork Media | (8.1/10)        |
| The Guardian    | [ 3 ]           |

Альбом получил положительные отзывы критиков: AllMusic, PopMatters, Pitchfork Media, The Guardian.

## Список композиций
| №                   | Название                  | Автор(ы)                | Длительность |
| ------------------- | ------------------------- | ----------------------- | ------------ |
| 1.                  | «Toumast Tincha»          | Eyadou Ag Leche         | 4:20         |
| 2.                  | «Chaghaybou»              | Abdallah Ag Alhousseyni | 4:54         |
| 3.                  | «Arhegh Danagh»           | Ibrahim Ag Alhabib      | 4:03         |
| 4.                  | «Timadrit In Sahara»      | Ibrahim Ag Alhabib      | 3:51         |
| 5.                  | «Imidiwan Ahi Sigdim»     | Ibrahim Ag Alhabib      | 4:51         |
| 6.                  | «Tahalamot»               | Abdallah Ag Alhousseyni | 5:04         |
| 7.                  | «Sendad Eghlalan»         | Ibrahim Ag Alhabib      | 4:55         |
| 8.                  | «Imidiwanin Ahi Tifhamam» | Abdallah Ag Alhousseyni | 4:37         |
| 9.                  | «Koud Edhaz Emin»         | Ibrahim Ag Alhabib      | 4:33         |
| 10.                 | «Emajer»                  | Ibrahim Ag Alhabib      | 3:37         |
| 11.                 | «Aghregh Medin»           | Alhassane Ag Touhami    | 4:20         |
| 12.                 | «Adounia Ti Chidjret»     |                         | 4:18         |
| 13.                 | «Islegh Taghram Tifhamam» |                         | 4:21         |
| 14.                 | «Tin Ihlan»               |                         | 4:06         |
| Общая длительность: | Общая длительность:       | Общая длительность:     | 61:50        |

Примечание: Треки 12—14 являются бонус-треками в некоторых изданиях альбома.

## Персонал
Вся информация взята из примечаний к альбому.
- Ибрагим Аг Альхабиб — ведущий вокал и ведущая гитара (треки 1, 3, 4, 5, 7, 9, 10)
- Абдаллах Аг Альхусейни — ведущий вокал и ведущая гитара (треки 2, 6, 8), бэк-вокал (все треки)
- Альхассан Аг Тухами — ведущий вокал и ведущая гитара (трек 11)
- Eyadou Ag Leche — бас (все треки), ведущий вокал и ведущая гитара (трек 1), гитара (11), бэк-вокал (все треки)
- Элага Аг Хамид — гитара, бэк-вокал (все треки)
- Саид Аг Айад — перкуссия, бэк-вокал (все треки)
- Амар Чауи — перкуссия (треки 1, 2, 3, 7, 9, 10)
- Тулут Кики — бэк-вокал (треки 2, 10)
- Джош Клингхоффер (Red Hot Chili Peppers) — гитара (треки 1,4)
- Фэтс Каплин — скрипка (трек 8), педальная слайд-гитара (треки 1, 7, 9)
- Мэтт Суини — гитара (трек 10)
- Сол Уильямс — вокал (трек 1)